# Herbord (Michelsberg)
Herbord (* vor 1145; † 27. September 1168 in Bamberg) war ein deutscher Benediktinermönch und Biograph des Bischofs Otto von Bamberg.

## Leben
Magister Herbord kam 1146 als Leiter der dortigen Schule ins Kloster Michelsberg. Im Jahre 1158 begann er eine Beschreibung des Lebens des Bischofs Otto von Bamberg zu schreiben. Er stützte sich dabei auf die Lebensbeschreibungen (Vitae) von Ebo und des Prüfeninger Mönches (womöglich Wolfger von Prüfening). Im Gegensatz zu seinen Vorgängern brachte er die Lebensbeschreibung in eine künstlerische Dialogform.
Herbord stand in Michelsberg auf der Seite einer Reformpartei, die die Absetzung des Abtes Helmerich (1147–1160) anstrebte und hatte maßgeblichen Anteil daran, dass 1160 Irimbert von Admont nach Bamberg kam.
Weite Verbreitung fand eine kurz nach 1189 von dem „Anonymus Canisii“ hergestellte Kurzfassung von Herbords Werk. Bis 1865 war Herbords Vita des Bamberger Bischofs nur aus Kompilationen bekannt, dann entdeckte Giesebrecht in einer Handschrift des 14. Jahrhunderts die eigenständige Fassung Herbords.

## Werkausgaben
Kritische Editionen
- Rudolf Köpke (Hrsg.): Herbordi Dialogus de vita Ottonis episcopi Babenbergensis. Hannover 1868 (MGH Scriptores rerum Germanicarum in usum scholarum separatim editi, Band 33). (Digitalisat)
- Johannes Wikarjak (Hrsg.): Herbordi Dialogus de vita sancti Ottonis episcopi Babenbergensis. Warszawa 1974 (Monumenta Poloniae Historica, Series Nova, Band VII 3).

Übersetzung
- Lorenz Weinrich (Hg.): Heiligenleben zur deutsch-slawischen Geschichte. Adalbert von Prag und Otto von Bamberg. Wissenschaftliche Buchgesellschaft, Darmstadt 2005 (Ausgewählte Quellen zur Deutschen Geschichte des Mittelalters. Freiherr-vom-Stein-Gedächtnisausgabe, Band 23). ISBN 3-534-01422-7. (vgl. dazu Rezension von Jürgen Petersohn).